# Saropogon mohawki
Saropogon mohawki är en tvåvingeart som beskrevs av Wilcox 1966. Saropogon mohawki ingår i släktet Saropogon och familjen rovflugor. Inga underarter finns listade i Catalogue of Life.